# Claytonia palustris
Claytonia palustris är en källörtsväxtart som beskrevs av J.R. Swanson och Kelley. Claytonia palustris ingår i släktet vårskönor, och familjen källörtsväxter. Inga underarter finns listade i Catalogue of Life.

## Bildgalleri

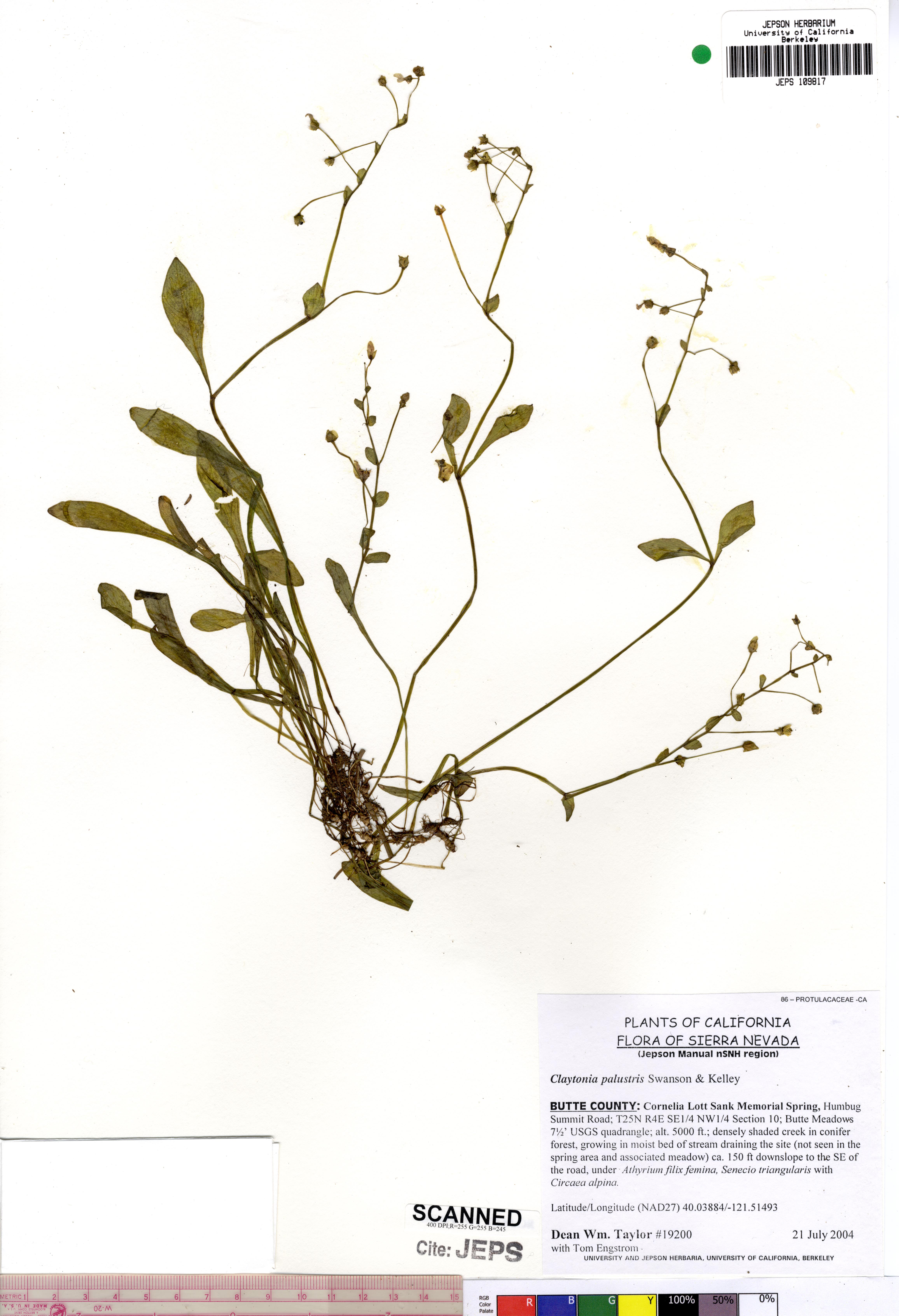